# پرمین
| سامانه   | ردیف       | اشکوب       | سن (میلیون سال پیش) |
| -------- | ---------- | ----------- | ------------------- |
| تریاس    | پیشین      | ایندوئن     | → پس از آن          |
| پرمین    | لوپینجین   | چانگسینگین  | ۲۵۲٫۲–۲۵۴٫۱         |
| پرمین    | لوپینجین   | ووچیاپینگین | ۲۵۴٫۱–۲۵۹٫۸         |
| پرمین    | گوادالوپین | کاپیتانین   | ۲۵۹٫۸–۲۶۵٫۱         |
| پرمین    | گوادالوپین | ووردین      | ۲۶۵٫۱–۲۶۸٫۸         |
| پرمین    | گوادالوپین | رودین       | ۲۶۸٫۸–۲۷۲٫۳         |
| پرمین    | سیسورالین  | کونگورین    | ۲۷۲٫۳–۲۸۳٫۵         |
| پرمین    | سیسورالین  | آرتینسکین   | ۲۸۳٫۵–۲۹۰٫۱         |
| پرمین    | سیسورالین  | ساکمارین    | ۲۹۰٫۱–۲۹۵٫۰         |
| پرمین    | سیسورالین  | آسلین       | ۲۹۵٫۰–۲۹۸٫۹         |
| کربونیفر | پنسیلوانین | گژلین       | → پیش از آن         |

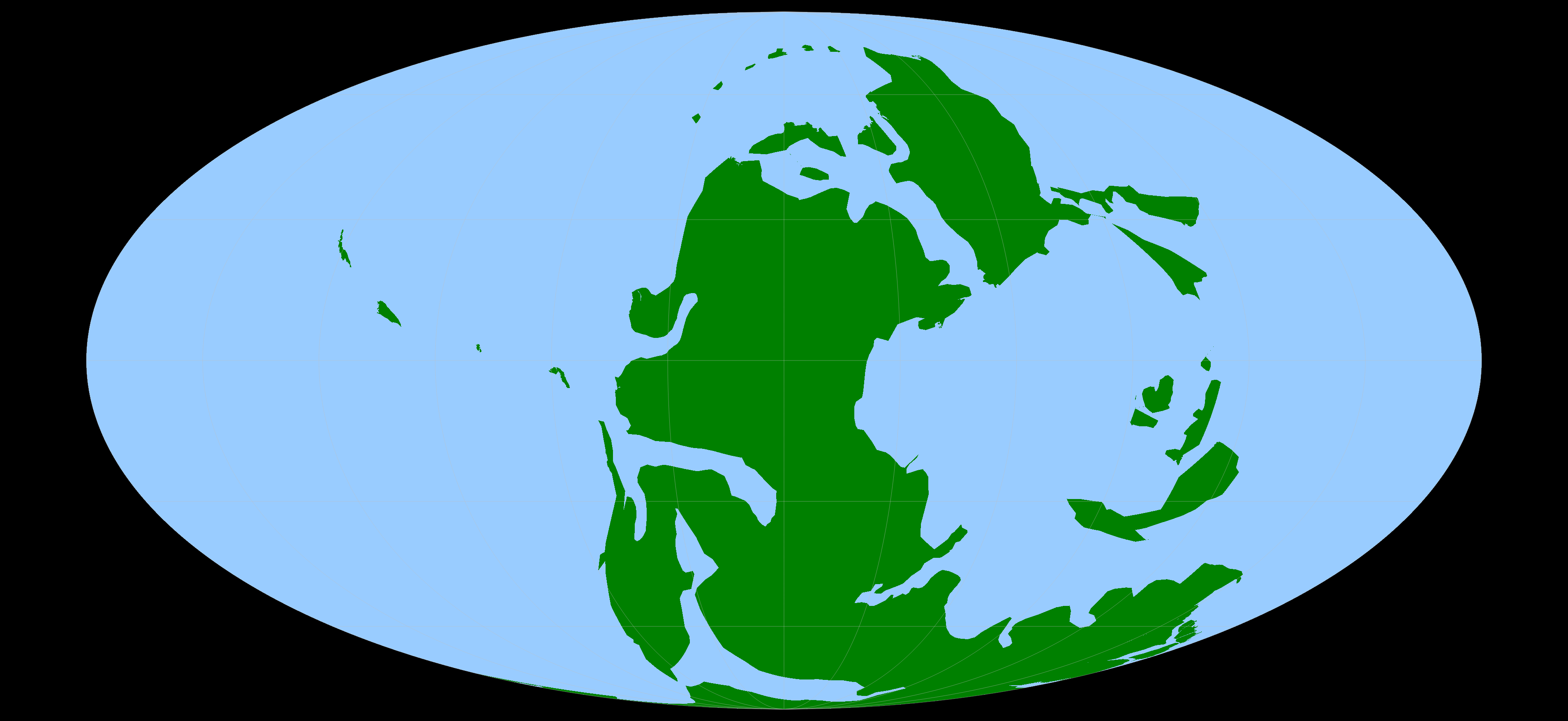
دوره پرمین

پرمین (Permian) یکی از دوره‌های زمین‌شناسی از دوران دیرینه‌زیستی است.
نام پرمین برای نخستین بار به رسوبات دریایی مربوط به اواخر دوران دیرینه‌زیستی سرزمین پرم واقع در روسیه گفته شده‌است.
طول عمر دوره از ۲۵۰ تا ۲۹۰ میلیون سال قبل بوده‌است. گذر زیرین دوره پرمین با فسیلهای شواژرنیا یا دوکفه‌ای پالئودونتا و گذر فوقانی آن با براکیوپودهای پرودوکتیده و فسیل آمونوئیدها مشخص می‌گردد. در بعضی نقاط دنیا مثل جلفای ارس (مرز ایران و آذربایجان ) گذر بین رسوبات پرمین و تریاس مشخص نیست و مجموعه این رسوبات به پرموتریاس معروفند. به‌طور کلی دو نوع رخساره مهم در دوره پرمین را می‌توان تشخیص داد، یکی رخساره دریایی و دیگری رخساره مردابی و خشکی.